# Verneuil-sur-Avre
Pour les articles homonymes, voir Verneuil et Avre.
Verneuil-sur-Avre est une ancienne commune française située dans le département de l'Eure en région Normandie. Le 1er janvier 2017, la commune fusionne avec Francheville pour donner la commune nouvelle de Verneuil d'Avre et d'Iton. Verneuil-sur-Avre se situe dans le Pays d'accueil touristique d'Avre, d'Eure et d'Iton, comprenant 88 communes.

## Géographie
- L'Avre passe à proximité de la ville de Verneuil (au sud de la RN 12). Depuis 1893, huit de ses sources situées à Rueil-la-Gadelière et Verneuil-sur-Avre sont captées pour alimenter en eau potable, grâce à un aqueduc, les 8e, 9e, 16e et 17e arrondissements de Paris à partir du réservoir de Saint-Cloud.
- L'Iton, autre affluent de l'Eure et donc sous-affluent de la Seine, remplit les fossés de la ville de Verneuil-sur-Avre. Lors de la fondation de la ville,Henri Ier Beauclerc fait détourner une partie de cette rivière pour alimenter la nouvelle ville en eau grâce à un bras forcé partant du Becquet à Bourth. À l'époque, Verneuil est située sur le territoire du duché de Normandie et l'Avre, qui coule à proximité, marque la frontière avec le territoire du royaume de France, zone ennemie.

## Toponymie
Sous l'Ancien Régime, la ville s'appelait Verneuil-au-Perche ou simplement Verneuil. Elle est devenue commune et chef-lieu de canton sous le nom de Verneuil, nom encore fréquemment employé dans le langage courant. L'actuelle dénomination Verneuil-sur-Avre semble s'être mise en place au milieu du XIXe siècle : la forme Verneuil-sur-l'Avre est attestée en 1835 ; Verneuil-sur-Avre est attestée sous ce nom en 1857 ; la forme Verneuil est la plus couramment utilisée, notamment dans les ouvrages de référence ; la forme actuelle a été officialisée à une date inconnue.
L'origine du nom de Verneuil remonte à verno signifiant « aulne » suivi du suffixe gaulois -ialo signifiant « champ, clairière » ; la forme primitive serait donc *Vernoialos, « la clairière des aulnes ».
L'Avre est une rivière qui passe à proximité de Verneuil et prend sa source dans le Perche. Elle sert de frontière naturelle entre les régions Normandie et Centre-Val de Loire. L'Avre est un affluent en rive gauche de l'Eure, donc un sous-affluent de la Seine.

## Histoire

### Moyen Âge
Verneuil-sur-Avre est fondée en 1120 par Henri Ier Beauclerc, troisième fils de Guillaume le Conquérant, après la révolte des nobles de 1118-1120. Certains des principaux révoltés sont Richer de l'Aigle, Robert du Neubourg et Eustache, comte de Breteuil, tous possessionnés dans les alentours. Henri Ier, une fois ces révoltés soumis, crée donc trois bourgs fortifiés à Verneuil-sur-Avre pour contrôler la région.
Lorsqu'à l'issue de la troisième croisade, Richard Cœur de Lion est retenu prisonnier par l'empereur du Saint-Empire romain germanique Henri VI, l'occasion apparaît trop belle pour le souverain français, qui, en 1193, met le siège devant la place.
Dans le cadre de la reconquête de la Normandie par Philippe Auguste, la ville fait sa reddition, après celle de Rouen intervenue le 24 juin 1204, et celle d'Arques.

#### Quartier Saint-Martin
Le quartier Saint-Martin, situé au sud de l'Avre, dépendait des seigneurs du Thymerais. Ce face-à-face a donné lieu à de nombreuses confrontations entre les deux partis :
- siège de Verneuil, en 1173, par Louis VII de France, contre le roi d'Angleterre et duc de Normandie Henri II ;
- bataille de Verneuil, victoire anglo-bourguignonne, le 17 août 1424[9] ;
- prise de Verneuil par le roi de France Charles VII à la fin de la guerre de Cent Ans, le 19 juillet 1449, grâce au meunier Jean Bertin[10] ;
- Verneuil est alors réunie au comté du Perche.

### Révolution française

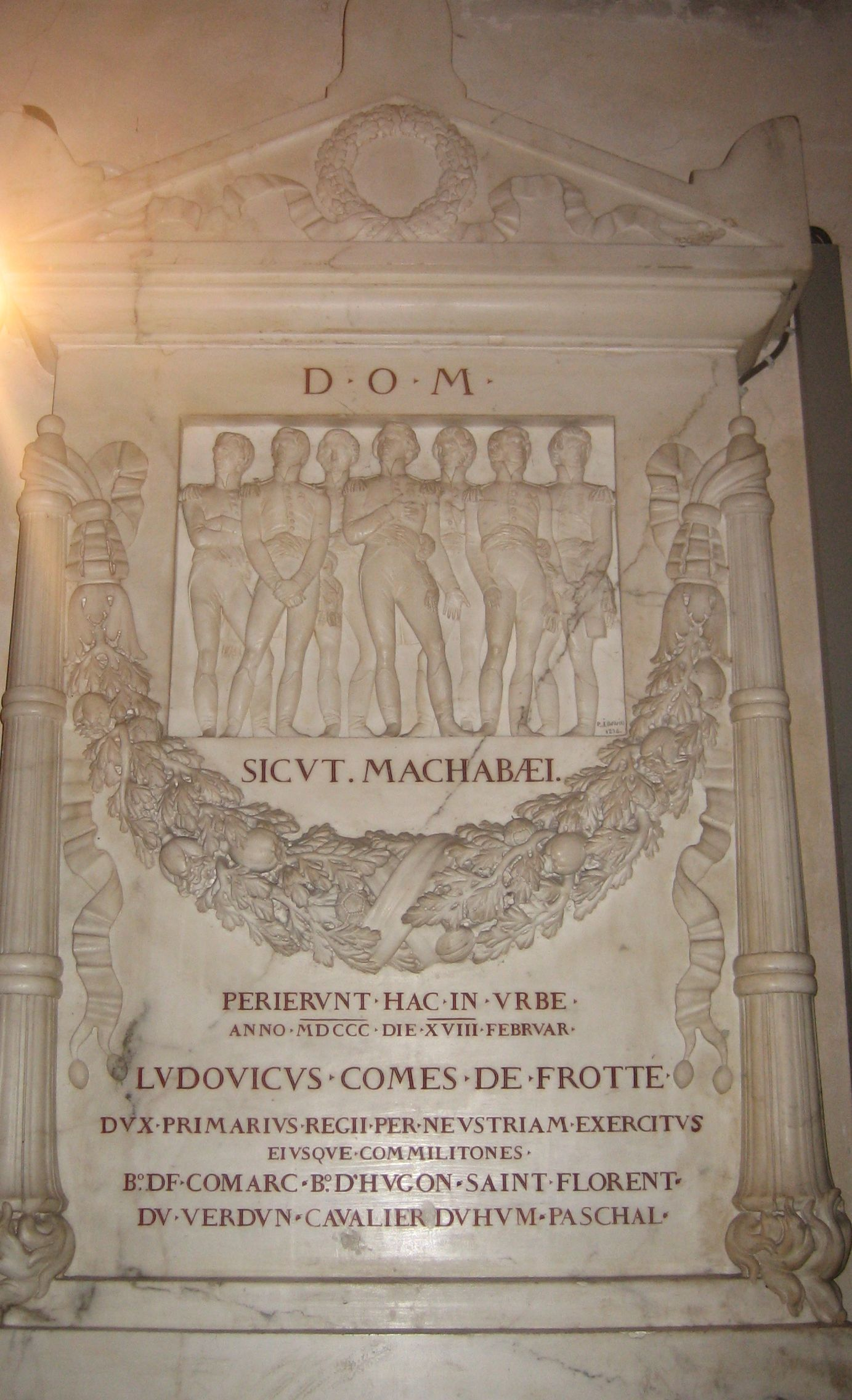
Cénotaphe de Frotté par David d'Angers dans l'église de la Madeleine à Verneuil-sur-Avre.

- Verneuil est chef-lieu de district de 1790 à 1801. L'église de la Madeleine est transformée en temple de la Raison (il en subsiste quelques traces sur la façade, à droite du porche, et la statue de la déesse est conservée à la mairie). En 1844, Gauville est rattachée à Verneuil.
- Le chef Chouan Frotté y est fait prisonnier et fusillé alors qu'ayant accepté les conditions de Bonaparte et bénéficiant d'un sauf-conduit, il était en négociation avec le général Guidal.

### Seconde Guerre mondiale
Durant la Seconde Guerre mondiale, la Wehrmacht y installe un camp de prisonniers militaires, dit camp de l'École des Roches. Un grand nombre de soldats français victimes de la débâcle de 1940 y transitent avant d'être transférés dans des camps notamment autrichiens. 2 000 soldats canadiens capturés le 19 août 1942 lors de l'opération Jubilee (tentative de débarquement à Dieppe) y sont également détenus, du 20 au 30 août 1942, avant d'être transférés en Allemagne.
Dans la nuit du 12 au 13 août 1943, l'un des 504 avions de la Royal Air Force partis bombarder Milan, le Halifax JD125 code KN-A du 77th Squadron, est abattu par le chasseur Focke-Wulf 190 piloté par l'Allemand Detlef Grossfuss du 2./JG2. Aucun des sept membres de l'équipage (six Britanniques et un Canadien) n'y survit. Seuls six corps sont retrouvés, ceux des sergents Griffiths, Gray et Bacon, les trois autres (parmi lesquels le pilote Clinch, les aviateurs Hoyne, Gallantree ou le Canadien Donald Dufton) n'ayant pu être identifiés, ce qui explique la présence de six stèles dont trois anonymes au cimetière communal.
Le 17 août 1944, cinq FFI du réseau « Quand Même », (André Chasles, Jacques et Bernard Girard, Jean Pothin et Marius Bazille) sont fusillés par les Allemands en compagnie du parachutiste commando canadien Hector Sylvestre qui avait rallié la Résistance. Celui-ci appartenait à la compagnie A du 1er bataillon parachutiste canadien (3e brigade parachutée, 6e division aéroportée). Cinq jours plus tard, le 22 août, la ville de Verneuil est libérée par les Américains de la 28e division d'infanterie et de la 2e division blindée. Les corps des six suppliciés reposent toujours au cimetière communal où ils ont été transportés après la Libération, un rond-point porte le nom de Donald Dufton et une rue celui d'Hector Sylvestre.
Le 1er janvier 2017, Verneuil-sur-Avre et Francheville fusionnent pour former la commune de Verneuil d'Avre et d'Iton.

## Administration et vie publique

### Liste des maires
| Période                                  | Période   | Identité                       | Étiquette     | Qualité                                |
| ---------------------------------------- | --------- | ------------------------------ | ------------- | -------------------------------------- |
| Les données manquantes sont à compléter. |           |                                |               |                                        |
|                                          | ca 1877   | Comte Pierre Roger de Barrey   |               | Conseiller général                     |
| Les données manquantes sont à compléter. |           |                                |               |                                        |
|                                          | 1910      | Eugène Le Vaillant de Glatigny |               | Conseiller général                     |
| Les données manquantes sont à compléter. |           |                                |               |                                        |
| ca 1943                                  |           | Léon Labbé                     |               | Nommé conseiller départemental en 1943 |
| Les données manquantes sont à compléter. |           |                                |               |                                        |
| décembre 1973                            | juin 1995 | Jacques Demaire                | MRG           | Conseiller général                     |
| juin 1995                                | mars 2001 | Louis Petiet                   | SE            |                                        |
| mars 2001                                | mars 2008 | Christian Perron               | PS            |                                        |
| mars 2008                                | mars 2014 | Louis Petiet                   | Apparenté UMP | Conseiller général                     |
| mars 2014                                | En cours  | Yves-Marie Rivemale            | PS            |                                        |

## Démographie

### Évolution démographique
L'évolution du nombre d'habitants est connue à travers les recensements de la population effectués dans la commune depuis 1793. À partir du 1er janvier 2009, les populations légales des communes sont publiées annuellement dans le cadre d'un recensement qui repose désormais sur une collecte d'information annuelle, concernant successivement tous les territoires communaux au cours d'une période de cinq ans. 
Pour les communes de moins de 10 000 habitants, une enquête de recensement portant sur toute la population est réalisée tous les cinq ans, les populations légales des années intermédiaires étant quant à elles estimées par interpolation ou extrapolation. Pour la commune, le premier recensement exhaustif entrant dans le cadre du nouveau dispositif a été réalisé en 2005,.
En 2014, la commune comptait 6 680 habitants, en évolution de +4,85 % par rapport à 2009 (Eure : +2,66 %, France hors Mayotte : +2,49 %).
| 1793  | 1800  | 1806  | 1821  | 1831  | 1836  | 1841  | 1846  | 1851  |
| ----- | ----- | ----- | ----- | ----- | ----- | ----- | ----- | ----- |
| 5 280 | 4 375 | 4 170 | 4 376 | 4 178 | 3 900 | 3 956 | 4 047 | 3 904 |

| 1856  | 1861  | 1866  | 1872  | 1876  | 1881  | 1886  | 1891  | 1896  |
| ----- | ----- | ----- | ----- | ----- | ----- | ----- | ----- | ----- |
| 3 906 | 3 714 | 4 259 | 3 896 | 3 755 | 3 988 | 4 200 | 4 270 | 4 330 |

| 1901  | 1906  | 1911  | 1921  | 1926  | 1931  | 1936  | 1946  | 1954  |
| ----- | ----- | ----- | ----- | ----- | ----- | ----- | ----- | ----- |
| 4 403 | 4 446 | 4 546 | 4 632 | 4 662 | 4 737 | 4 691 | 5 114 | 5 357 |

| 1962  | 1968  | 1975  | 1982  | 1990  | 1999  | 2005  | 2010  | 2014  |
| ----- | ----- | ----- | ----- | ----- | ----- | ----- | ----- | ----- |
| 5 551 | 6 012 | 6 499 | 6 698 | 6 446 | 6 619 | 6 655 | 6 205 | 6 680 |

### Pyramide des âges
La population de la commune est relativement âgée. Le taux de personnes d'un âge supérieur à 60 ans (26,6 %) est en effet supérieur au taux national (21,6 %) et au taux départemental (19,8 %). À l'instar des répartitions nationale et départementale, la population féminine de la commune est supérieure à la population masculine. Le taux (54 %) est supérieur de plus de deux points au taux national (51,6 %).
En 2007, la répartition de la population de la commune par tranches d'âge est la suivante :
- 46 % d’hommes (0 à 14 ans = 16,8 %, 15 à 29 ans = 20,4 %, 30 à 44 ans = 20,7 %, 45 à 59 ans = 19,3 %, plus de 60 ans = 22,8 %) ;
- 54 % de femmes (0 à 14 ans = 16,2 %, 15 à 29 ans = 17,8 %, 30 à 44 ans = 17,6 %, 45 à 59 ans = 18,5 %, plus de 60 ans = 29,9 %).

| Hommes | Classe d’âge | Femmes |
| ------ | ------------ | ------ |
| 0,5    | 90 ans ou +  | 2,0    |
| 8,6    | 75 à 89 ans  | 12,0   |
| 13,7   | 60 à 74 ans  | 15,9   |
| 19,3   | 45 à 59 ans  | 18,5   |
| 20,7   | 30 à 44 ans  | 17,6   |
| 20,4   | 15 à 29 ans  | 17,8   |
| 16,8   | 0 à 14 ans   | 16,2   |

| Hommes | Classe d’âge | Femmes |
| ------ | ------------ | ------ |
| 0,3    | 90 ans ou +  | 1,0    |
| 5,2    | 75 à 89 ans  | 8,1    |
| 12,1   | 60 à 74 ans  | 12,8   |
| 21,5   | 45 à 59 ans  | 20,7   |
| 21,5   | 30 à 44 ans  | 20,9   |
| 18,4   | 15 à 29 ans  | 17,1   |
| 21,1   | 0 à 14 ans   | 19,5   |

## Économie
- La ville possède une antenne de la chambre de commerce et d'industrie de l'Eure.
- Un domaine Center Parcs est situé à 9 km à l'ouest de Verneuil-sur-Avre, sur les communes des Barils et de Pullay.

## Culture locale et patrimoine

### Lieux et monuments
- Église de la Madeleine (XIIe et XVIe siècles), monument historique avec sa tour culminant à 56 mètres, en gothique flamboyant, visible bien au-delà du canton jusqu'à la cathédrale de Chartres (l'hiver) et devenue le symbole de la ville. Très comparable à la tour de Beurre de Rouen, bien qu'un peu plus petite, elle a également inspiré les architectes de la Tribune Tower à Chicago, gratte-ciel de 141 mètres de hauteur qui fut érigé en 1925.
- Église Notre-Dame XIIe et XXe siècles.
- Série de maisons rues de la Madeleine (dont la maison à tourelle), de la Poissonnerie, des Tanneries et de la Pomme d'Or.
- Tour Grise (XIIIe siècle) : élevée par Philippe Auguste, elle tire son nom d'une pierre de couleur marron utilisée pour sa construction et nommée « grison ».
- Abbaye Saint-Nicolas, fondée en 1627[10].
- Espace Saint-Laurent, ancienne église transformée en lieu d'expositions.
- Vestiges de l'église Saint-Jean (XVIe siècle) bombardée en 1944.
- Le centre de loisirs Center Parcs (« Les Bois-Francs »).
- La gare de Verneuil-sur-Avre.

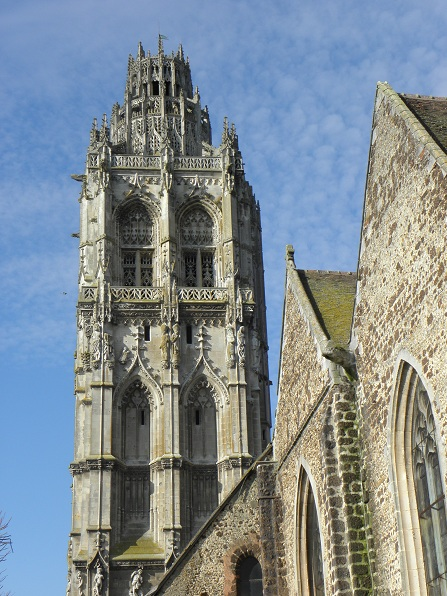
Tour de l'église de la Madeleine.
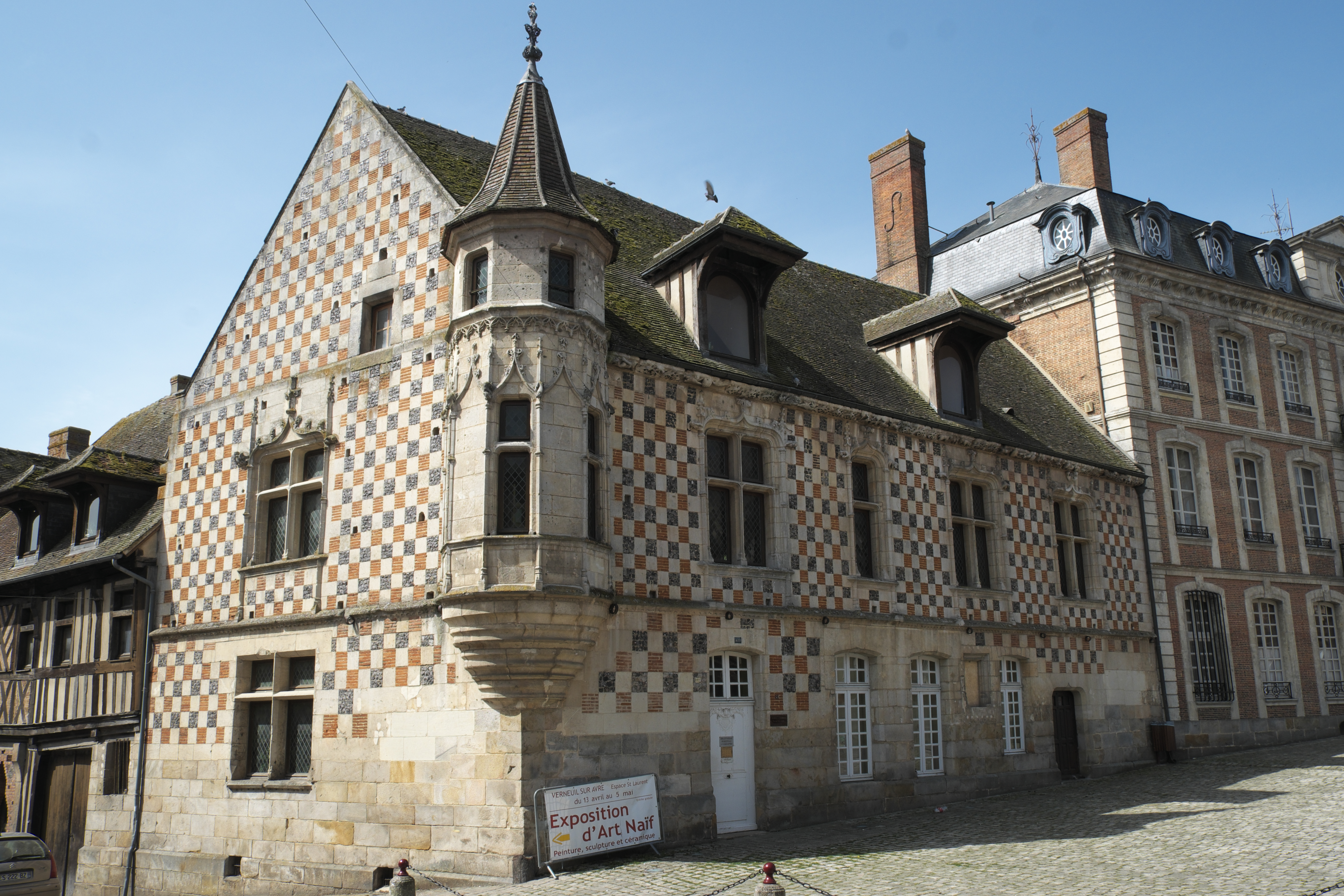
Maison renaissance de la rue Notre-Dame.
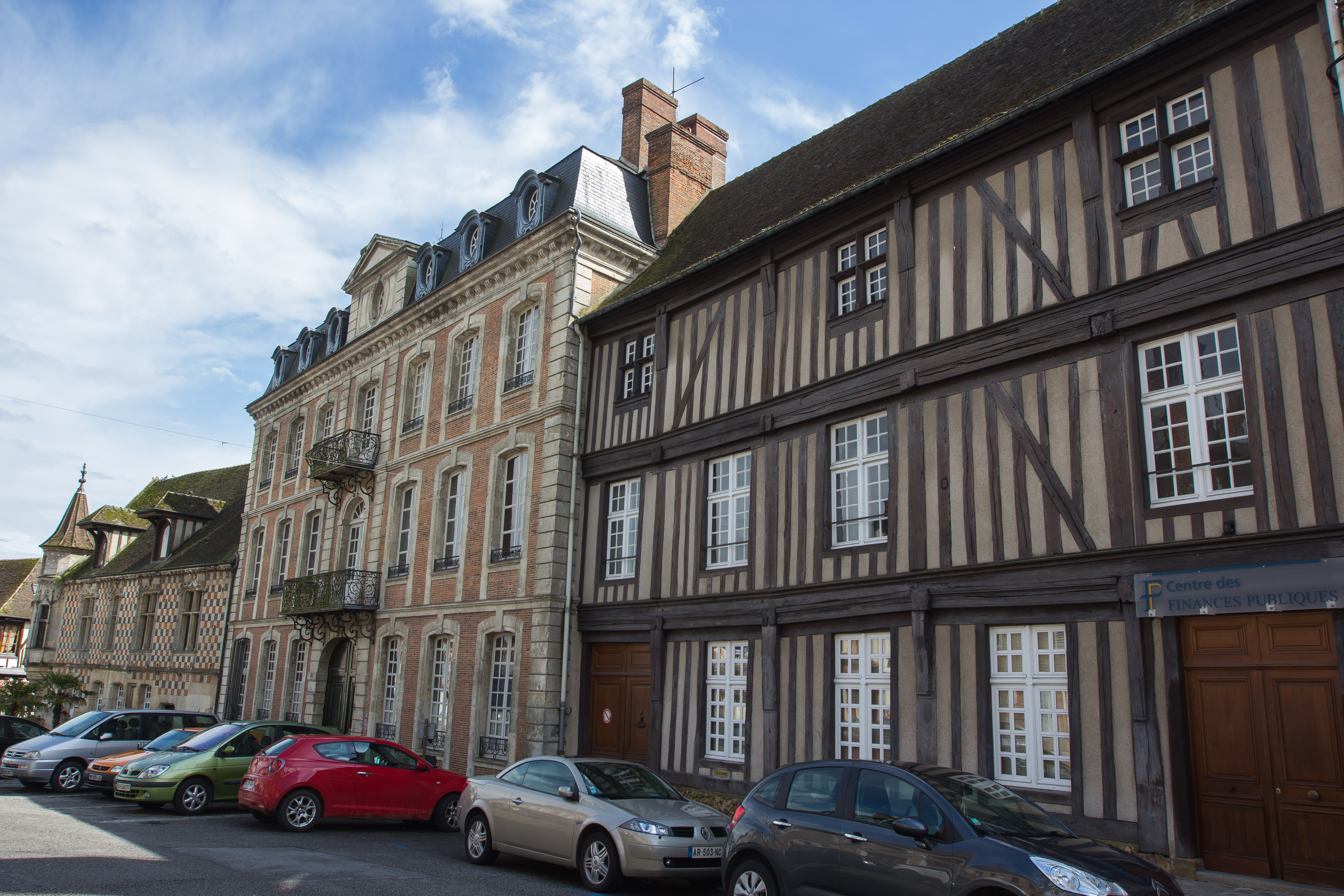
Une des nombreuses maisons à colombages.
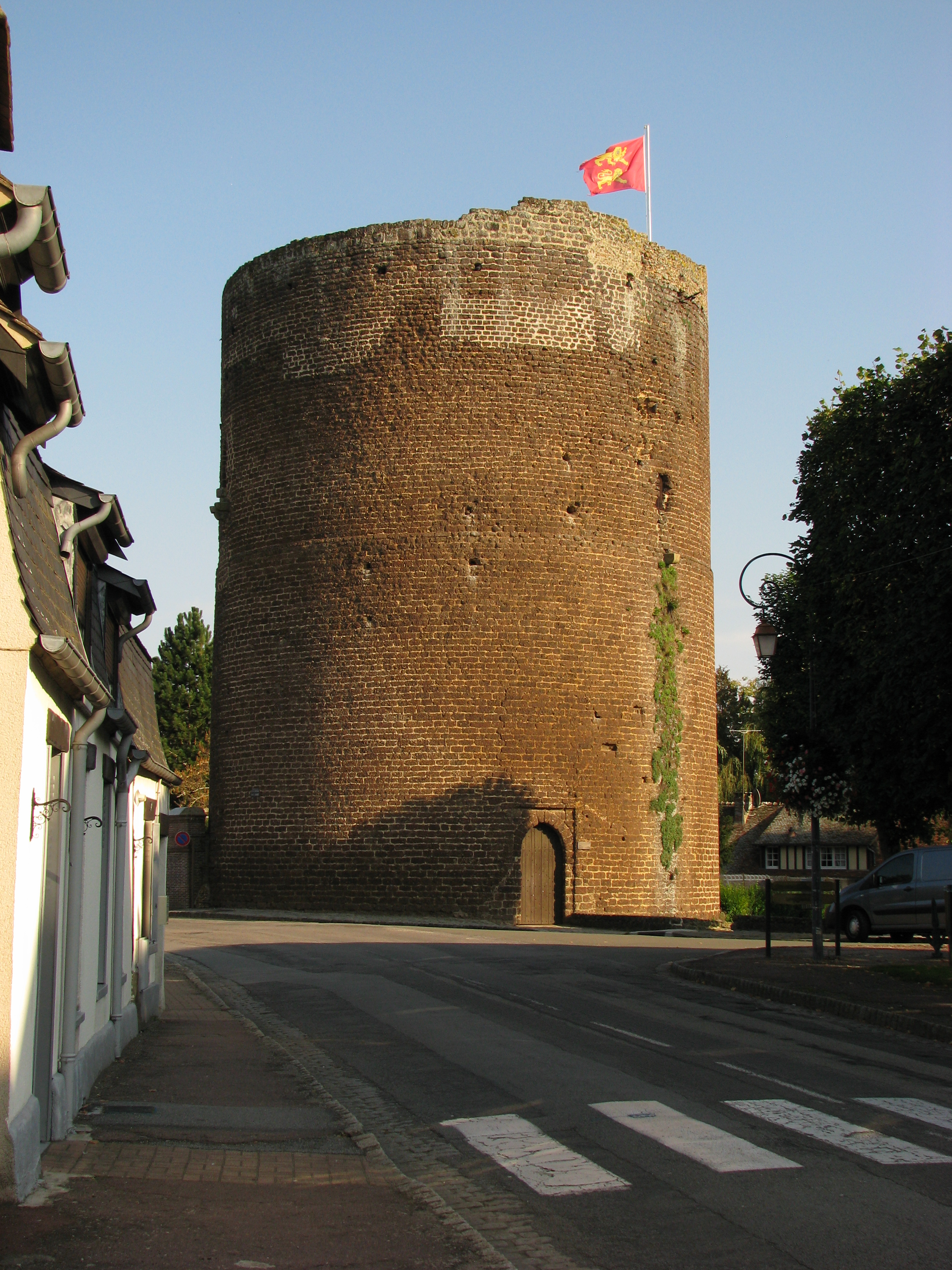
Tour Grise.
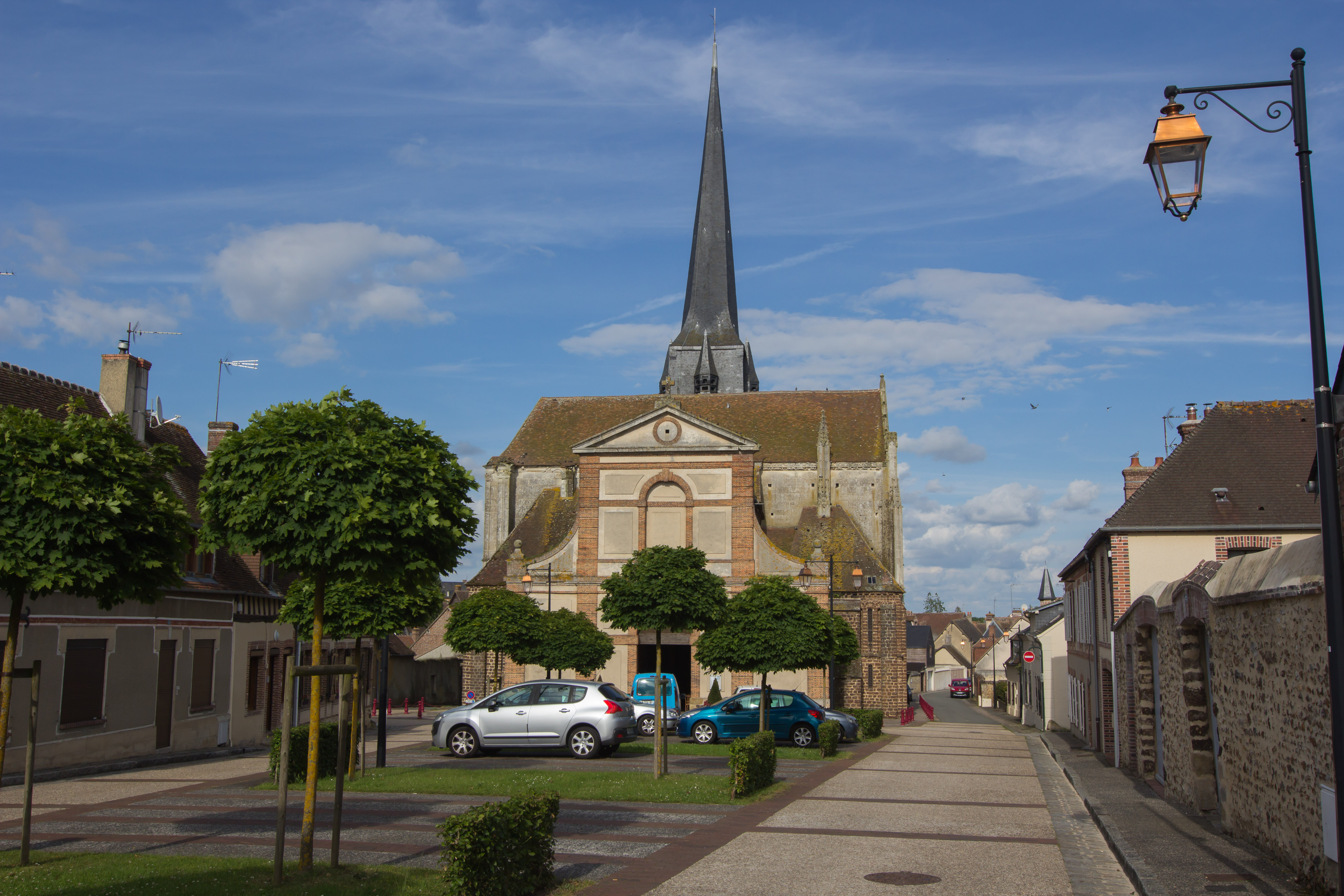
Église Notre-Dame.
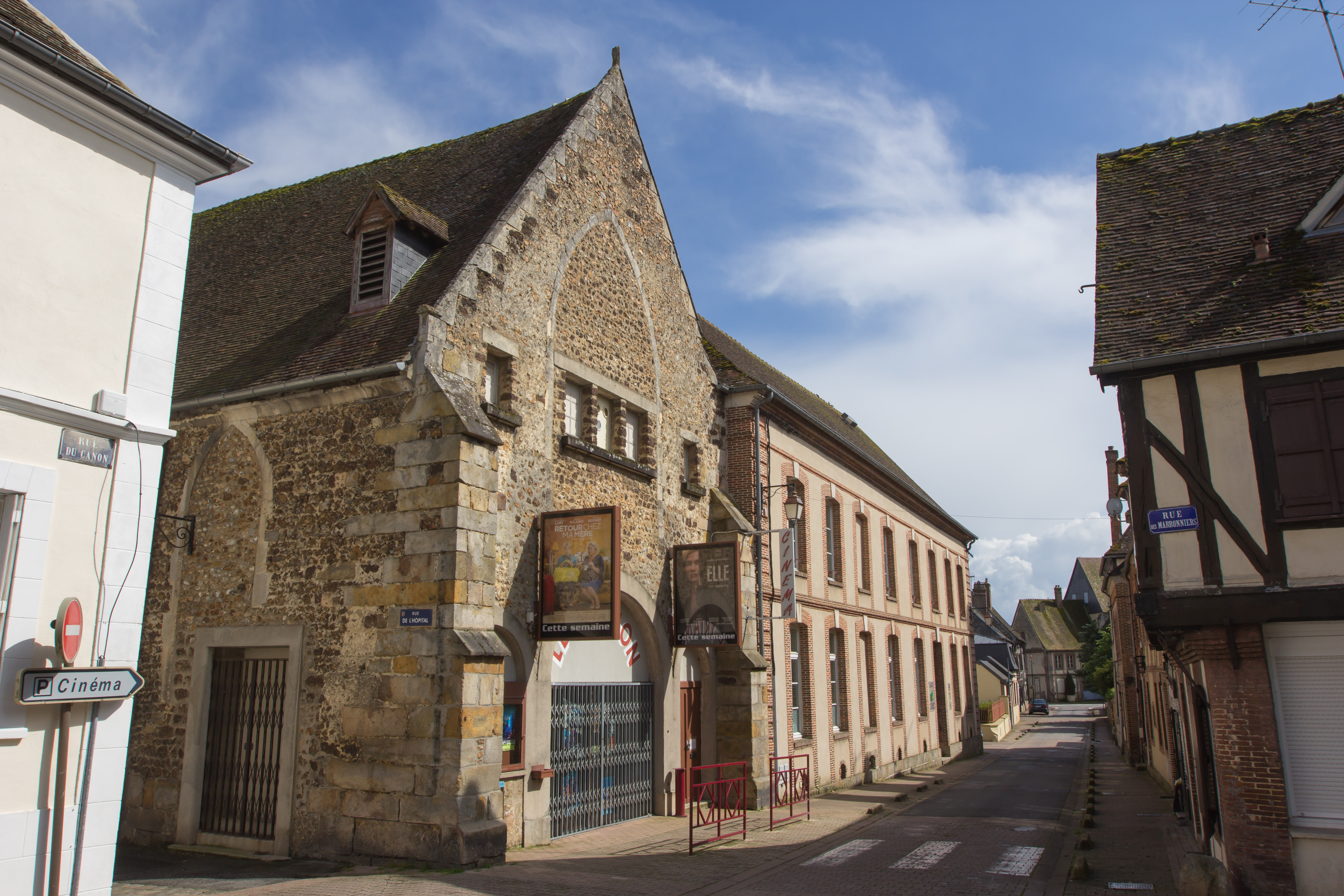
Le cinéma Trianon, ancienne chapelle de l’hôtel-Dieu.
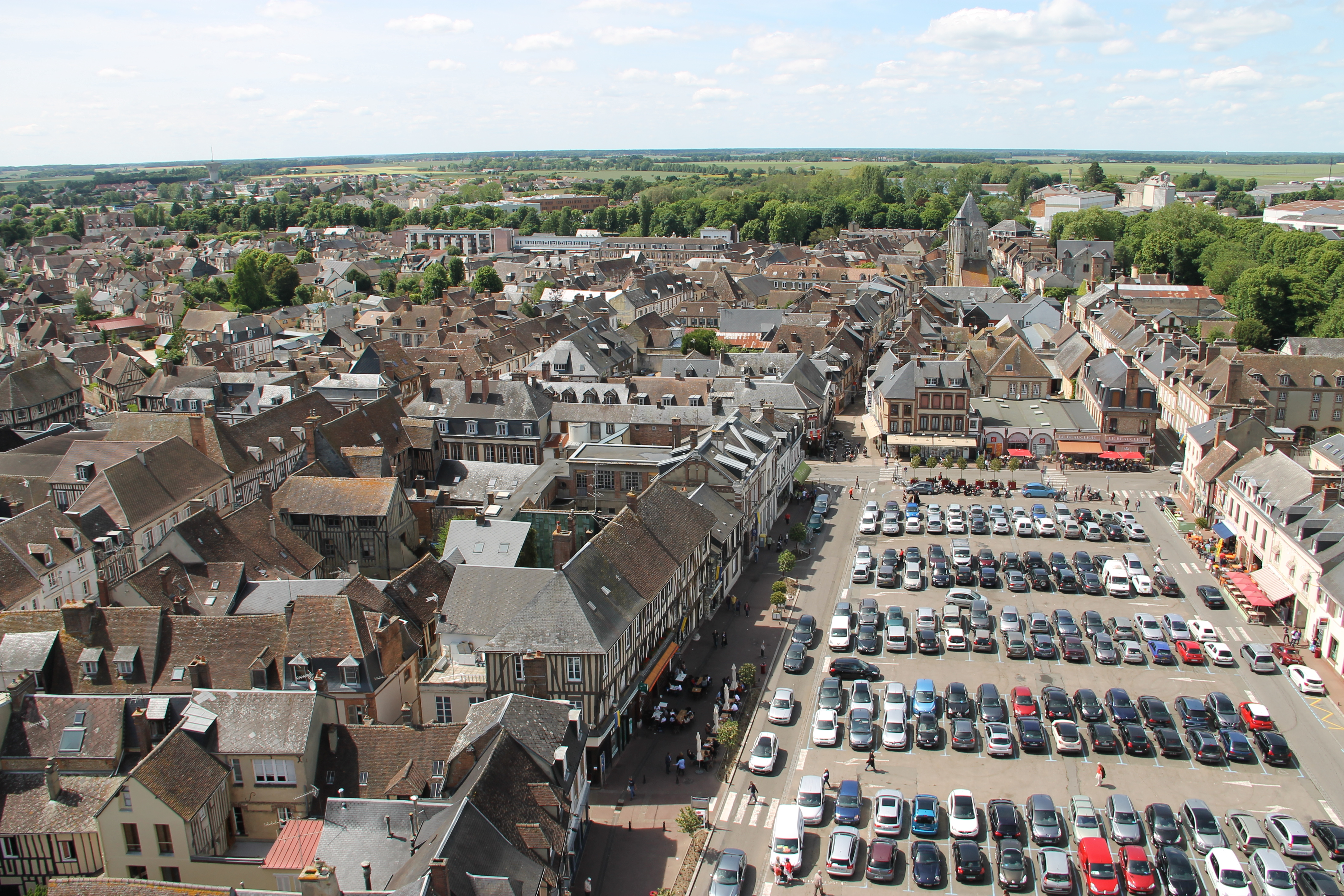
Quartiers ouest et place de la Madeleine vus de la tour de l'église de la Madeleine.

### Personnalités liées à la commune
(Par ordre chronologique de date de naissance)
- Artus Fillon (v. 1522-1526), évêque de Senlis  et donateur ayant permis l'achèvement de la tour de La Madeleine y est né [réf. nécessaire].
- François d'Orléans-Rothelin (mort en 1600), gouverneur de Verneuil-sur-Avre à partir de 1588.
- Henri Ier d'Orléans-Rothelin (1583-1652), gouverneur de Verneuil-sur-Avre.
- Paul-Alexis Blessebois (1646-1700), dit Pierre-Corneille Blessebois, aventurier et écrivain, y est né.
- Paul Bertrand (dit Saint-Arnaud) (1661-1739), ancêtre des familles Saint-Arnaud en Amérique du Nord, y est né[réf. nécessaire].
- Pierre Vente (1722-1793), relieur français, y est né.
- Albert Marie de Romé (1730-1793), maréchal de camp des armées de la Révolution française, y est né.
- Gabriel-François Villette (v. 1744-1816), pharmacien en chef aux armées, y est né.
- Jacques Nicolas Lacour (1760-1839), général, baron d'Empire, y est né.
- Le comte de Frotté (1766-1800), chef de la chouannerie normande, a été fusillé à Verneuil.
- Jean-Jacques Morel (1766-1852), prêtre exilé en 1790 et décédé à Hampstead, y est né[réf. nécessaire].
- Jacques Antoine Bertre (1776-1834), ingénieur géographe, accompagne Bonaparte lors de l'expédition d'Égypte, y est mort.
- Prudent-Louis Aubéry Du Boulley (1796-1870), compositeur, y est né et mort.
- Louise Colet (1810-1876), femme de lettres, amie de Gustave Flaubert, y est inhumée.
- Paul Vogler (1852-1904), peintre impressionniste, y est mort.
- Jean Hillemacher (1889-1914), peintre, y est né.
- Paul Gires (1873-1948), médecin, fondateur de l'École française de stomatologie, y est mort.
- Maurice Augustin Storez  (1875-1959), architecte qui restaura de nombreuses maisons à Verneuil, y est mort.
- Maurice de Vlaminck (1876-1958), peintre, établi pendant plus de cinquante ans à Rueil-la-Gadelière près de Verneuil, a beaucoup peint les villages et paysages des environs. Le collège de Verneuil porte son nom.
- Jérôme Carcopino (1881-1970), historien, secrétaire d'État à l'Éducation nationale et à la Jeunesse de 1941 à 1942, dans le gouvernement de Vichy, y est né.
- Serge Rigault (1930-1999), tennisman français et chasseur, y est inhumé.
- Jean-Paul Sevilla (1934-), pianiste concertiste, professeur honoraire à l'Université d'Ottawa, Canada, y demeure[20].
- Jean-Claude Lebaube, coureur cycliste y est né en 1937 et mort en 1977.
- Hervé Télémaque (1937-2022), artiste peintre français d'origine haïtienne y avait son atelier pendant ses dernières années.
- Geneviève Moll (1942-2011), journaliste, y est morte.
- Richard Peduzzi (1943-)[pourquoi ?], scénographe, peintre, designer et créateur de mobilier français.
- Pascal Quignard (1948-), écrivain, y est né.
- Claude Baillargeon (1949-2006), affichiste français, y est né.
- Louis Petiet (1957-), homme d'affaires et homme politique, a été maire de la commune et conseiller général de l'Eure.
- Nicolas Miguet (1961-), éditeur de presse, y est né.
- Frederik X (1968-), roi de Danemark depuis le 14 janvier 2024, a fait ses études à Verneuil comme son frère.
- Bérangère Sapowicz (1983-), footballeuse internationale française, évoluant au poste de gardienne de but, y est née.

### Héraldique
| Blason de Verneuil-sur-Avre | Blason  | Parti, au 1 : d'or, au lion de gueules, au chef d'azur à trois fleurs de lys d'or ; au 2 : d'azur à la fleur de lys d'or. » Anciennes armes : D'argent, au lion de gueules, au chef d'azur, chargé de trois fleurs de lys d'or.» |
| Blason de Verneuil-sur-Avre | Détails | Le statut officiel du blason reste à déterminer. |

## Enseignement
- L'école des Roches, fondée en 1899 par Edmond Demolins, est la première école nouvelle française.
- Lycée de la Porte de Normandie.
- Collège Maurice de Vlaminck.